# Frances Stonor Saunders
Frances Stonor Saunders, nacida en 1966 en Londres, es una historiadora y periodista británica.

## Biografía
Unos cuantos años después de graduarse en el St Anne's College de la Universidad de Oxford, empieza una carrera de directora de documentales para la televisión. Hidden Hands: A Different History of Modernism, realizado para Channel 4 en 1995, trata de los vínculos entre varios críticos de arte y pintores expresionistas abstractos con la CIA.
Who Paid the Piper?: CIA and the Cultural Cold War (publicado en 1999, traducido en español en 2013 bajo el título La CIA y la guerra fría cultural), su primer libro desarrollado a partir de su trabajo documental, se concentra sobre la historia del Congreso por la Libertad de la Cultura, asociación cultural anticomunista financiada en secreto por la CIA.
En 2005, después de unos cuantos años como redactora asociada del semanario New Statesman, dimite para protestar contra el cese del redactor-jefe Peter Wilby. En 2005 y 2006, presenta en BBC Radio 3 Meetings of Minds, una serie sobre los encuentros entre intelectuales a lo largo de la historia.

## Publicaciones
- La CIA y la guerra fría cultural, Debate, 2013.
- (en inglés) Hawkwood: The Diabolical Englishman, Londres, Faber & Faber, 2004, ISBN 978-0-571-21909-4